# Baptisia lecontei
Baptisia lecontei är en ärtväxtart som beskrevs av John Torrey och Asa Gray. Baptisia lecontei ingår i släktet Baptisia och familjen ärtväxter. Inga underarter finns listade i Catalogue of Life.